# Matteo Cancellieri
Matteo Cancellieri (Roma, 12 de febrero de 2002) es un futbolista italiano que juega en la demarcación de extremo en el Parma Calcio 1913 de la Serie A.

## Biografía
Empezó a formarse como futbolista en la disciplina de la A. S. Roma, donde permaneció durante distintas categorías inferiores. En 2020 se marchó cedido al Hellas Verona F. C., jugando en el segundo equipo. Finalmente en 2021, en su segunda temporada como cedido, subió al primer equipo. Hizo su debut el 14 de agosto de 2021 contra el U. S. Catanzaro 1929 en un encuentro de la Copa Italia. Su debut en liga se produjo una semana después, el 21 de agosto, contra el U. S. Sassuolo Calcio.
El equipo veronés lo acabó fichando, y el 30 de junio de 2022 lo cedió a la S. S. Lazio. Este último lo adquirió en propiedad y lo prestó al Empoli F. C. en la temporada 2023-24 y al Parma Calcio 1913 en la 2024-25.

## Selección nacional
El 4 de junio de 2022 debutó con la selección de Italia en un encuentro de la Liga de Naciones de la UEFA 2022-23 ante Alemania que finalizó en empate a uno.

## Clubes
| Club                       | País   | Año       | Partidos | Goles |
| -------------------------- | ------ | --------- | -------- | ----- |
| Hellas Verona F. C.        | Italia | 2021-2022 | 14       | 2     |
| S. S. Lazio (cedido)       | Italia | 2022-2023 | 30       | 0     |
| Empoli F. C. (cedido)      | Italia | 2023-2024 | 36       | 4     |
| Parma Calcio 1913 (cedido) | Italia | 2024-     | 27       | 3     |